# Gaya

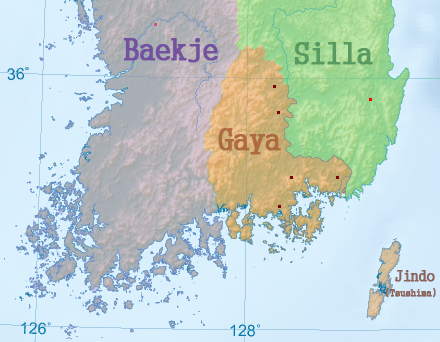
Ungefähre Ausdehnung Gayas

Gaya (kor. 가야, Hanja 加倻, rev. Gaya, Aussprache ɡ~ɣaja) war von 42 n. Chr. bis 562 n. Chr. eine Konföderation aus Stämmen im mittleren Süden der Koreanischen Halbinsel. Traditionell beziffern Historiker den Zeitraum Gayas von 42 n. Chr. bis 532 n. Chr. (Geumgwan Gaya). Nach archäologischen Ausgrabungen entwickelten sich allerdings im dritten und vierten Jahrhundert vielschichtige Stammestümer Byeonhans in die Konföderation Gaya.:S. 179–200 Diese wurde später von Silla erobert.:S. 179–200

## Geschichte Gayas
Der Ursprung der Konföderation aus Stämmen lässt sich auf die Samhan-Konföderationen zurückverfolgen. Gaya gehörte dabei dem Stammesverband der Byeonhan an. Dieser, und damit auch Gaya, bestand am Unterlauf des Nakdong im mittleren Süden der Koreanischen Halbinsel und zwischen den Königreichen Baekje und Silla gelegen.
Die Gaya-Konföderation war zunächst angeführt von Stamm Geumgwan Gaya in Gimhae und später vom Stamm Dae Gaya in Goryeong. Da sie bald von Silla eingenommen wurde, rechnet man es üblicherweise dem Korea der drei Reiche, Goguryeo, Baekje und Silla, zu. Durch die rasch wechselnde politische Konstellation auf der Koreanischen Halbinsel hatten die Gaya-Staaten, eingezwängt zwischen Baekje und Silla, die sich bald bekämpften, bald verbündeten, anscheinend keine Chance, sich zu einem lebensfähigen Königreich entwickeln zu können.

## Gründungsstaaten
Die Gründerstaaten der Konföderation Gaya waren Geumgwan Gaya, Ara Gaya, So Gaya und Dae Gaya. Diese Staaten selbst waren Nachfolger anderer Kleinstaaten:
- Geumgwan Gaya entstand aus Guya, einem Kleinstaat im heutigen Gimhae und Busan.
- Ara Gaya entstand aus Anya, einem Kleinstaat der Byeonhan-Konföderation. Sein Zentrum ist im heutigen Haman zu finden.
- So Gaya, auch bekannt als Gojaguk, entwickelte sich in der Gegend des heutigen Goseong, Jinju und Sacheon an der Südküste der Koreanischen Halbinsel.
- Dae Gaya entstand aus dem Kleinstaat Ballo im heutigen Landkreis Goryeong.

## Bedeutung Gayas

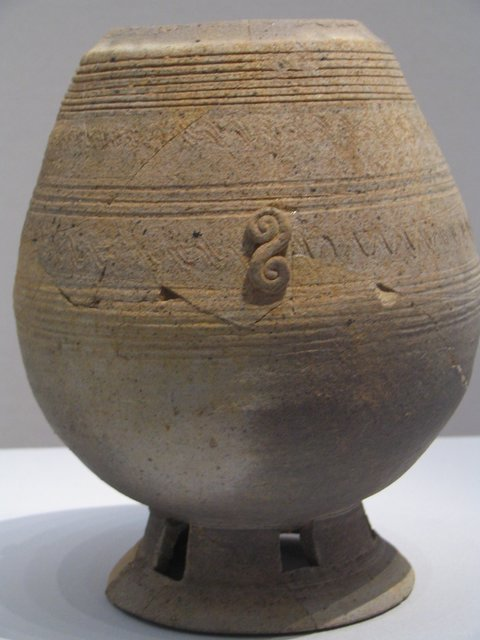
Tongefäß aus Gaya, 5. oder 6. Jahrhundert

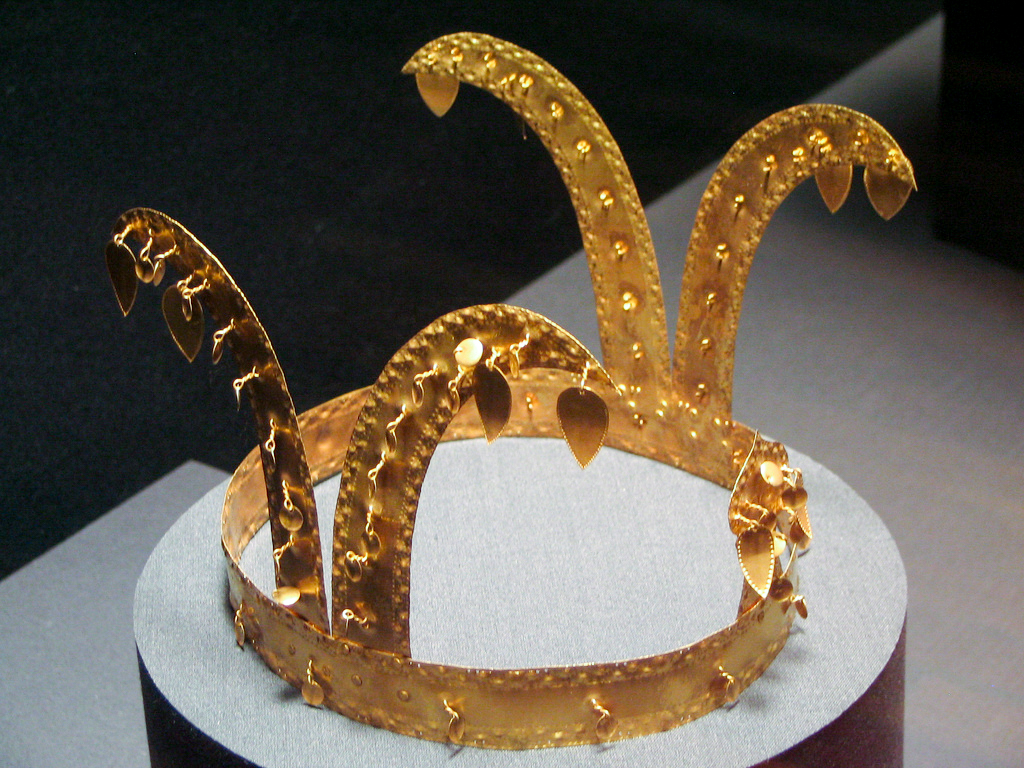
Eine Krone aus Gaya ausgestellt im Nationalmuseum von Korea

Gaya war aufgrund seiner reichen Eisenvorkommen am mittleren und unteren Flusslauf des Nakdong ein Zentrum internationalen Handels; Es lieferte Eisen und andere Ware über das Meer zum Beispiel in die chinesische Lelang-Kommandantur oder nach Japan.
Gayas politischer Einfluss auf die anderen drei Reiche der Koreanischen Halbinsel Goguryeo, Baekje und Silla war begrenzt, auch aufgrund der frühen Vernichtung. Dennoch war trotz seiner Kurzlebigkeit sein kultureller Einfluss auf Silla bedeutend. Aus seiner Oberschicht, die der Aristokratie Sillas angegliedert wurde, gingen Persönlichkeiten hervor, die sich um die Vereinigung der Halbinsel unter Sillas Führung große Verdienste erwarben.

## Verschiedenes

### Eisenproduktion
Gaya begann vermehrt Eisen statt Bronze für die Produktion von Alltagsgegenständen zu verwenden.

### Waffen
Zu den Kennzeichen der Waffen Gayas gehören Schwerter mit Phönix- oder Drachendekor am Knauf und Schwertknäufe mit Kleeblatt-Verzierung. Sie müssen als soziale Statussymbole innerhalb der Konföderation gedient haben.

### Pferdegeschirr
Gayas Pferdeausrüstung war ursprünglich eher am praktischen Gebrauch orientiert als von erlesener Verarbeitung wie etwa das Pferdegeschirr Sillas. Aber es wurden auch fein verzierte Stücke mit Silla- und Baekje-Einfluss gefunden.

### Töpferwaren
Realitätsgetreue Tonfiguren von Menschen und Tieren wurden oft Verstorbenen als Gefährten ins Grab beigegeben. Einige Tierfiguren dienten auch Schüsseln und anderen Gefäßen als Dekoration.

### Schmuck
Der Schmuck Gayas und Mimanas beinhaltet Bronze-vergoldete Kronen mit Blumenmuster, Ohrringe, Armreife, Ringe und verschiedene Ketten aus Glas.

### Gräber
Bedeutende Persönlichkeiten der Gaya-Zeit wurden in Grabhügeln bestattet. Mittels Bodenuntersuchung wurden bislang etwa 780 Grabhügel-Cluster aus der Gaya-Zeit identifiziert, wovon 104 umfassend archäologisch untersucht wurden. Eine Auswahl historisch besonders bedeutender Grabhügelcluster wurde 2023 von der UNESCO unter dem Titel Gaya-Tumuli in die Liste der Welterbestätten Südkoreas aufgenommen.

## Mimana
Der Staat Gaya ist ein kontroverses Thema in japanisch-koreanischen Geschichtsauseinandersetzungen. Mohan (2016) beschreibt die Theorie einer japanischen Kolonie in der Gaya-Region als „beständigste und einflussreichste Schilderung Japans kultureller und politischer Hegemonie“.:S. 107 Die traditionelle japanische Geschichtsschreibung, Gaya sei eine Kolonie des antiken Japan gewesen, baut auf dem Nihonshoki auf. Gleichzeitig gibt es Theorien, es hätte koreanische Kolonien auf dem japanischen Archipel gegeben.:S. 108 f. 2010 einigten sich Japan und Südkorea über ihre gemeinsam eingerichtete Geschichts-Forschungsgruppe, bestehend aus japanischen und südkoreanischen Historikern, darüber, dass Gaya nie durch Japan kolonialisiert wurde, Japan allerdings im sechsten Jahrhundert präsent war.